# 발로코 (기업)
발로코 S.p.A.(Balocco S.p.A.)는 포사노에 본사를 둔 이탈리아 음식 회사이다. 이 회사는 1927년에 설립되었다.
발로코는 다양한 비스킷을 생산한다. 이 회사는 약 30개국에 제품을 수출하며, 자체 브랜드 생산 서비스를 제공한다.

## 역사
이 회사는 프란체스코 안토니오 발로코가 처음으로 제과점으로 포사노의 작은 마을(토리노 남쪽 약 70km)에 설립되었다.
1948년부터 발로코는 파네토네, 판도로, 콜롬베 파스콸리, 비스킷, 웨이퍼를 생산하기 시작했다.
발로코는 1970년부터 산업적으로 제과를 생산하기 시작했다.
1990년대에 회사는 알도 발로코의 아들들인 알레산드라와 알베르토에 의해 인수되었다.
2010년 6월 2일, 이탈리아 대통령 조르조 나폴리타노는 알도 발로코를 "노동 공로 훈장"의 기사로 임명했다.
2022년 7월 2일 밀라노에서 창업주의 아들인 알도 발로코 발로코 S.p.A. 명예회장이 91세의 나이로 사망했다.
창업주의 손자인 알베르토 발로코는 2022년 8월 26일 세스트리에르 산악 고개에서 몇 킬로미터 떨어진 곳에서 친구와 함께 산악자전거를 타던 중 번개에 맞아 56세의 나이로 사망했다.